# Lubeanți, Vasîlkivka
Lubeanți (în ucraineană Луб`янці) este un sat în așezarea urbană Pîsmenne din raionul Vasîlkivka, regiunea Dnipropetrovsk, Ucraina.

## Demografie
Componența lingvistică a localității Lubeanți
     Ucraineană (100%)
Conform recensământului din 2001, toată populația localității Lubeanți era vorbitoare de ucraineană (100%).